# Willem Pompe
Willem Petrus Joseph Pompe (Utrecht, 10 maart 1893 – aldaar, 26 juli 1968) was een Nederlands strafrechtjurist en criminoloog. Hij was als hoogleraar verbonden aan de Katholieke Universiteit Nijmegen en de Universiteit Utrecht. Het Willem Pompe Instituut voor criminologie is naar hem vernoemd.

## Biografie
Willem Petrus Joseph Pompe werd geboren op 10 maart 1893 in Utrecht. Hij was de zoon van de roomsgezinde Cornelis Andreas Pompe en Johanna Maria Alijda Brom. Hij doorliep in zijn geboortestad het gymnasium. In 1911 begon hij een studie rechten aan de Universiteit Utrecht. Hij moest vanaf 1914 zijn studie voor een geruime tijd onderbreken omdat hij opgeroepen werd voor de dienstplicht. Uiteindelijk promoveerde hij in 1921 bij David Simons op het proefschrift Beveiligingsmaatregelen naast Straffen. Na zijn studie werkte hij voor een periode van twee jaar als advocaat. Eerst in Amsterdam en daarna in Deventer.
In 1923 zegde hij de advocatuur vaarwel en aanvaardde hij een benoeming tot buitengewoon hoogleraar strafrecht, strafprocesrecht en criminologie aan de Katholieke Universiteit Nijmegen. In 1926 werd zijn hoogleraarschap omgezet in een gewoon hoogleraarschap. Er wachtte Pompe een zware taak. Het was namelijk aan hem – als nog onervaren docent – om de opleiding op te bouwen. Hierdoor had hij weinig tijd over om te publiceren, maar desondanks wist hij in 1924 een preadvies over de grondslagen van het strafrecht voor de Vereniging tot het Bevorderen van de Beoefening der Wetenschap onder de katholieken in Nederland samen te stellen. In 1928 maakte hij de overstap naar de Universiteit Utrecht, waar hij zijn oude leermeester David Simons opvolgde. Hij aanvaardde het ambt met de rede De persoon des daders in het strafrecht. Tijdens zijn Utrechtse periode kon hij zich wel volledig op de wetenschap richten.
Hij was in 1934 een van de oprichters van het Criminologisch Instituut (later: Willem Pompe Instituut). In de jaren dertig was er een ongekende financiële crisis waardoor veel jonge criminologen geen werk konden vinden. Deze konden bij het instituut van Pompe onderzoek verrichten. Bij de dagelijkse leiding van het instituut werd hij ondersteund door Bert Röling, Ger Kempe en Pieter Baan. Samen legden ze de basis voor de zogenaamde Utrechtse school in het strafrecht. In 1943 legde hij zijn ambt neer en dook onder. Hij was het namelijk oneens met het onrecht dat de Duitse bezetters met zich meebrachten tijdens de Tweede Wereldoorlog. Na de bevrijding kon hij zijn taken weer hervatten. Tijdens het collegejaar 1946–1947 was hij rector magnificus. Ook maakte hij deel uit van de Bijzondere Raad van Cassatie. In 1963 ging hij met emeritaat. Zijn afscheidscollege was getiteld: Strafrecht en vertrouwen in de mede-mens.
Pompe overleed op 26 juli 1968 in Utrecht.

## Gedachtegoed
Pompe was een aanhanger van het gedachtegoed van zijn leermeester David Simons. Dit blijkt onder andere uit het feit dat Pompe het door Simons geschreven Leerboek van het Nederlandse Strafrecht bijwerkte. Desondanks beschreef Pompe Simons wel conservatief. Een belangrijk punt waarop leermeester en leerling van mening verschilde, is dat hij vond dat Simons erg ver ging met het vooropstellen van respect voor de rechten van verdachten en humaniteit. 
Pompe zag zichzelf als jurist van de klassieke richting. Dit blijkt ook uit zijn belangrijkste werk: het in 1935 uitgegeven Handboek van het Nederlandse Strafrecht. Hieruit blijkt dat Pompe de proportionele vergelding beschouwde als het wezen van de straf. Hij had een duidelijke voorkeur voor het interpreteren van een wet zoals die bedoeld is (naar de geest in plaats van naar de letter) waarbij wel rekening gehouden wordt met de achterliggende wettelijke bepalingen. Hij gaf dan ook de voorkeur aan een zuivere benadering bij inwendig-psychische begrippen als culpa en opzet. Voor al het andere meende hij dat aan alle wettelijke voorwaarden voor strafbaarheid voldaan deed te worden. Wel luisterde hij naar argumenten afkomstig uit de gedragsleer en andere menswetenschappen wat dan weer meer bij de Moderne Richting paste. Daarom gold hij als een aanhanger van de zogenaamde verenigingstheorie, die inhield dat proportionele vergelding de rechtsgrond voor de straf is maar daarbinnen ruimte liet voor verschillende strafdoelen zoals generale en speciale preventie.
Met zijn proefschrift behandelde hij het karakter van straf en de maatregel. Het verbeeldde deze twee soorten sancties als twee cirkels die elkaar snijden. Beide mogen dan wel een eigen doel, grondslag enzovoorts hebben, maar volgens Pompe hebben de twee wel een overlap. Een voorbeeld hiervan is leed. Het leed dat een straf met zich meebrengt, wordt bij de maatregel niet beoogd. De persoon die aan het recht onderhevig is, ervaart dit dikwijls anders. Hij was van mening dat een delinquent geen desperado zou mogen worden. De delinquent zou de straf moeten kunnen ervaren, maar diezelfde straf moest ook bijdragen aan de rehabilitatie van de delinquent. Dit kwam terug in de Beginselenwet op het gevangeniswezen uit 1953.
Pompe heeft samen met de overige aanhangers van de Utrechtse School het strafrecht menselijker gemaakt. Dit had een positief effect op de tolerantie in Nederland. Wat niet onbesproken mag blijven, is dat de burger een cruciale rol speelde bij het begeleiden van gevangenen. Zowel tijdens hun verblijf in de gevangenis als erna.

## Publicaties (selectie)
- Strafrecht en vertrouwen in de mede-mens (1963, afscheidscollege).
- Het nieuwe tijdperk en het recht (1945).
- Bevrijding. Bezetting, herstel, vernieuwing (1945)
- Handboek van het Nederlandse strafrecht (1935).
- Nationaal en nationalisme (1934).
- Nationaal en sociaal (1933).
- Het keerpunt in het maatschappelijk leven (1930).
- Verleden en toekomst van het strafstelsel (1930).
- Reclasseering en arbeidersbeweging (ca. 1930).
- De strijd tegen de straf (1929).
- De persoon des daders in het strafrecht (1928, oratie).
- De grondslagen van het strafrecht. Praeadvies over de grondslagen van het strafrecht (1924).
- Beveiligingsmaatregelen naast Straffen (1921, proefschrift).